# Fathimath Dhiyana Saeed
Fathimath Dhiyana Saeed, née le 22 novembre 1974, est une juriste et diplomate maldivienne.
Elle est notamment procureure générale des Maldives de 2008 à 2009, puis envoyée du gouvernement maldivien pour l'Asie du Sud.
Secrétaire générale de l'Association sud-asiatique pour la coopération régionale de mars 2011 à janvier 2012, elle est à la fois la première femme et la plus jeune personnalité à occuper ce poste.

## Biographie

### Jeunesse et études
Fatimath Dhiyana Saeed est née à Hithadhoo (aujourd'hui Addu City), aux Maldives. Elle effectue sur place ses études primaires et secondaires. En 2000, elle obtient un baccalauréat en droit (LLB) de l'université de Tasmanie, en Australie. En 2004, elle obtient une maîtrise en droit (LLM) de la Graduate School of Law and Politics, de l'université d'Osaka, au Japon

### Carrière politique
Fathimath Dhiyana Saeed est membre fondatrice du Dhivehi Rayyithunge Party et en a été membre de son Conseil exécutif. Plus tard, elle rejoint le Parti Jumhoory dont elle est élue chef de la branche féminine. À cette époque, elle défend les réformes juridiques, les droits humains et les questions de genre ainsi que de la consolidation de la gouvernance démocratique aux Maldives.

### Carrière juridique et diplomatique
Fatimath Dhiyana Saeed commence sa carrière juridique en tant que procureure de l'État au bureau du procureur général en 2000. En tant que procureure de l'État, elle est chargée de fournir un avis juridique au gouvernement sur tous les aspects de ses relations et d'examiner les projets de loi et de règlement. Elle est promue au poste de directrice exécutive en 2005. Plus tôt la même année, elle a également été nommée au Majlis du peuple (le parlement) et, en vertu de cette nomination, elle devient également membre du Majlis spécial du peuple (l'Assemblée constitutionnelle). En tant que membre du Parlement et de l'Assemblée constitutionnelle, elle joue un rôle clé dans l'introduction d'une démocratie multipartite aux Maldives et dans la mise en place de réformes constitutionnelles et législatives. Elle est particulièrement reconnue pour avoir proposé une date limite pour finir de mettre au point la nouvelle constitution et un calendrier strict pour respecter la date limite proposée.

#### Procureure général
En 2008, elle est nommée procureure générale du premier gouvernement multipartite des Maldives. En tant que procureure générale, elle joue un rôle de premier plan pour soutenir la démocratie retrouvée et la décentralisation des pouvoirs aux Maldives.
Le 18 mai 2009, après à peine six mois en tant que procureure générale, le président Mohamed Nasheed la démet officiellement de ses fonctions. Le bureau du président a déclaré plus tard que cette décision avait été prise pour constituer un cabinet qui jouirait d'une plus grande confiance au sein du parlement dirigé par l'opposition. Cependant, cette décision a également été considérée comme un fait prouvant la rupture anticipée de la coalition entre le parti démocratique des Maldives au pouvoir et le parti Jumhooree, dont elle était membre.

#### Envoyée pour l'Asie du Sud
Le 4 août 2010, le président Mohamed Nasheed nomme Fatimath Dhiyana Saeed comme envoyée du gouvernement maldivien auprès de l'Association sud-asiatique pour la coopération régionale. Elle conserve ce poste jusqu'à sa nomination comme secrétaire générale de cet organisme.

#### Secrétaire général de l'ASACR
Fatimath Dhiyana Saeed est la candidate proposée par les Maldives pour la nomination au poste de 10e secrétaire général de l'Association sud-asiatique pour la coopération régionale (ASACR). Le 10 février 2011, elle est nommée à ce poste par la trente-troisième session du Conseil des ministres de l'ASACR tenue à Thimphu, au Bhoutan. Elle prend ses fonctions à Katmandou le 1er mars 2011. Elle en démissionne le 22 février 2012 à la suite d'une controverse sur l'implication dans la politique intérieure des Maldives ; sa démission est acceptée le 24 février 2012. C'est la première fois qu'un secrétaire général de l'ASACR démissionne avant l'expiration de son mandat, depuis la fondation de l'organisation en 1985.

## Vie privée
Fatimath Dhiyana Saeed est mariée à Abdullah Jabir, ils ont deux fils.